# Larry Friend
Lawrence H. "Larry" Friend (nacido el 14 de abril de 1935 en Chicago, Illinois y fallecido el 31 de agosto de 2011 en Newport Beach, California) fue un jugador de baloncesto estadounidense que jugó durante una temporada en la NBA, además de hacerlo en la ABL. Con 1,93 metros de altura, lo hacía en la posición de base.

## Trayectoria deportiva

### Universidad
Tras jugar una temporada en el Community College de Los Ángeles, jugó durante otras tres con los Golden Bears de la Universidad de California en Berkeley, en las que promedió 14,9 puntos y 6,3 rebotes por partido. Su gran temporada fue la última, en la cual fue la pieza clave para la consecución del título de la Pacific Coast Conference, promediando 19,1 puntos, el sexto mejor de la conferencia, alcanzando la final regional del Oeste del Torneo de la NCAA, ronda en la que cayeron ante los Kansas Jayhawks de Bill Russell y K.C. Jones por 50-46, en la que consiguió 12 puntos y 6 rebotes. Batió el récord de anotación de su universidad, con 1.061 puntos, que perduró durante 10 años. Fue elegido en el mejor quinteto de la PCC, y en el tercer quinteto All-American.

### Profesional
Fue elegido en la decimotercera posición del Draft de la NBA de 1957 por New York Knicks, donde jugó una temporada, en la que promedió 4,0 puntos y 2,4 rebotes por partido.
En 1961 jugó una temporada con Los Angeles Jets de la efímera ABL, en la que promedió 11,0 puntos y 3,7 rebotes, liderando la competición en canastas de 3 puntos, consiguiendo 58 de 163, un 31%.

## Estadísticas de su carrera en la NBA

### Temporada regular
| Temporada | Edad | Equipo          | Liga | P  | TIT | MIN  | TC  | TCA | %TC  | 3P | 3PA | %3P | TL  | TLA | %TL  | R.OF. | R.DEF. | REB | ASIS | ROB | TAP | PER | FP  | PTS |
| 1957-58   | 22   | New York Knicks | NBA  | 44 |     | 12.9 | 1.7 | 5.1 | .327 |    |     |     | 0.6 | 0.9 | .659 |       |        | 2.4 | 1.1  |     |     |     | 1.2 | 4.0 |
| Total     |      |                 | NBA  | 44 |     | 12.9 | 1.7 | 5.1 | .327 |    |     |     | 0.6 | 0.9 | .659 |       |        | 2.4 | 1.1  |     |     |     | 1.2 | 4.0 |